# Las Majadas
Las Majadas település Spanyolországban, Cuenca tartományban. Las Majadas Cuenca, Uña, Villalba de la Sierra, Portilla, Arcos de la Sierra és Castillejo-Sierra községekkel határos. Lakosainak száma 217 fő (2024).

## Népesség
A település népessége az utóbbi években az alábbiak szerint változott:
| Lakosok száma | 366  | 364  | 339  | 327  | 324  | 296  | 277  | 241  | 234  | 217  |
|               | 2001 | 2004 | 2006 | 2009 | 2011 | 2014 | 2016 | 2019 | 2021 | 2024 |